# Gasthaus zum Goldenen Ross

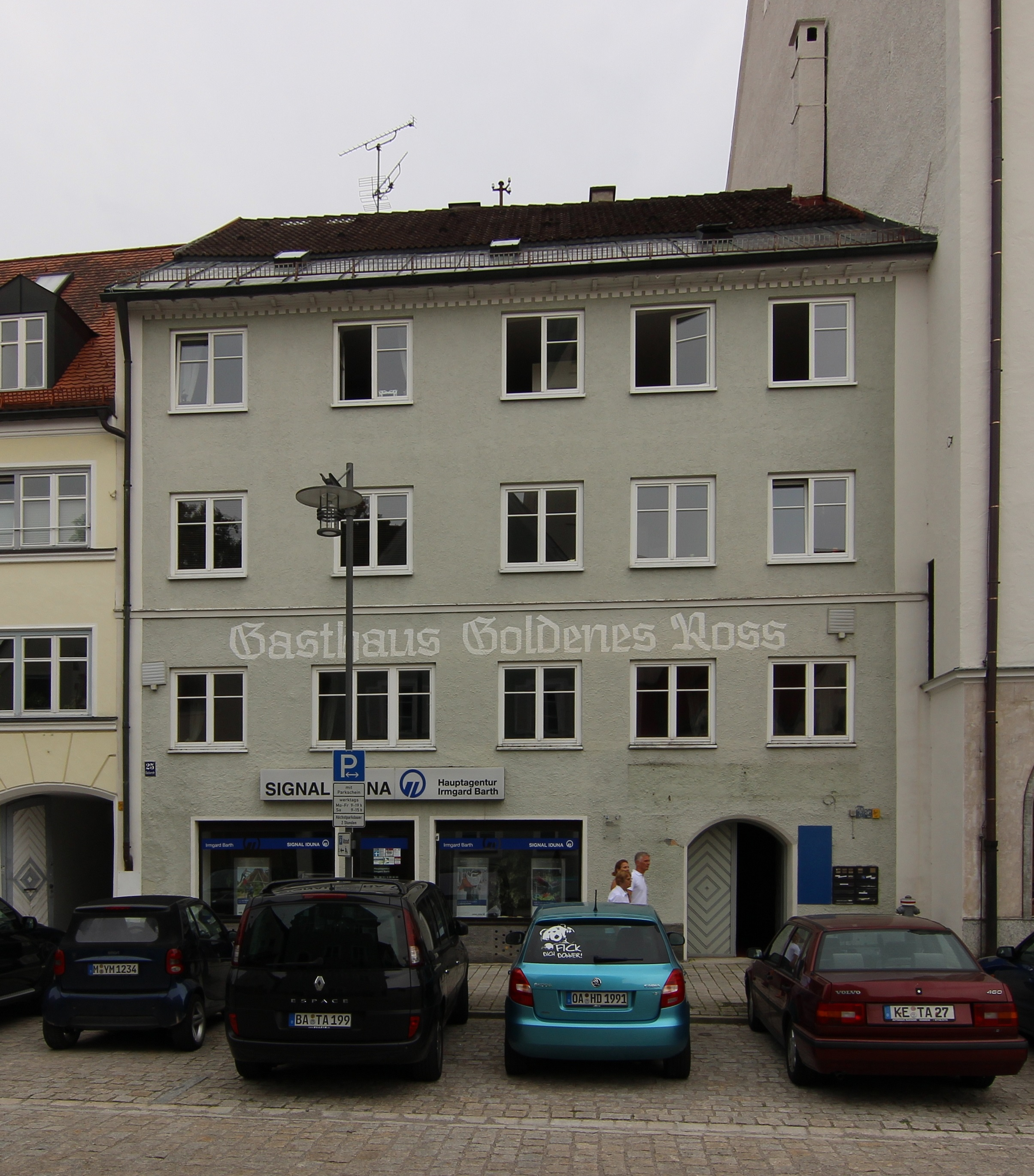
Gasthaus zum Goldenen Ross, Bäckerstraße 25

Das ehemalige Gasthaus zum Goldenen Ross ist ein denkmalgeschütztes Bauwerk mit der Anschrift Bäckerstraße 25 in der kreisfreien Stadt Kempten (Allgäu). Es handelt sich um einen viergeschossigen, im Kern spätmittelalterlichen Traufseitbau. Die gewölbte Balkendecke im ersten Obergeschoss ist mit 1488 bezeichnet.
Daneben befindet sich der Gasthof zum Schwanen.